# Al-Nu'man VI ibn al-Mundhir
Al-Nu'man ibn al-Mundhir, nommé dans les sources grecques Naamanes (Νααμάνης), est roi des Ghassanides, un royaume arabe alliée de l'Empire byzantin, de 582 à 583. 
Fils aîné d'al-Mundhir III ibn al-Harith, il mène la révolte lors de l'arrestation de son père, accusé de trahison, par les Byzantins en 581. Après deux ans de révolte, il cherche à se réconcilier avec l'Empire et rend visite au nouvel empereur, Maurice (r. 582–602), à Constantinople. Refusant de renoncer à sa foi monophysite, il est arrêté et exilé en Sicile, où son père avait déjà été banni. Cet événement marque la fin du contrôle des Ghassanides sur les fœderati arabes des Byzantins et la fragmentation de ce puissant tampon contre les invasions venant du désert.